# Kickle Cubicle
Kickle Cubicle es un juego de fantasía lanzado para la consola Nintendo Entertainment System (NES) en 1990, debido al éxito que tuvo en las Arcade fue portada a NES. El juego trata en que nos encontramos en el Reino de la Fantasía/(Fantasy Kingdom en el juego ya que no está traducido al español), en el que controlamos a un chico llamado Kicle que es capaz de helar a sus enemigos o de crear plataformas de hielo (solo en ciertas baldosas). A medida que pasamos los primeros niveles nos enteramos de que el Reino de la Fantasía ha sido hechizado por un malvado villano llamado Rey Mago/Wizard King, que se trataba de helar todo el reino. 
El juego tiene la opción de "Password", una opción que nos permite salvar la partida mediante una contraseña, que después tendremos que introducir para continuarla, algo que los juegos de la época no tenían.

## Argumento
La historia del juego trata de controlar a Kickle y salvar al país de la fantasía que ha sido helado por un terrible rey. En los niveles, tenemos que coger unas bolsas para continuar. Para derrotar a nuestros enemigos Kicle tendrá que helarlos y tirarlos al agua o que simplemente se derritan. En algunos niveles, los enemigos nos harán falta para coger las bolsas ya que nos pueden servir como suelo para llegar a ellas, que salgan disparados con un saltarín, etc.
Cuando salvemos al reino, el Rey nos retará a realizar el Special Game, 30 niveles con más dificultad que los del reino.

## Crítica
El juego ha recibido muchas críticas positivas, en el portal de Blogocio ha recibido un 81/100 de 2 opiniones, declarando que "es un poco infantil su historia. Lo malo del juego es que sabes que tiene dificultad cuando llegas al mundo 3. Un juego perfecto para al que le gusten los puzles, su fase extra (Special Game) es todo un reto." La IGN lo colocó en su lista de "TOP 100 Games of NES" y aparece como número 94.